# Marsksnäcka
Marsksnäcka (Assiminea grayana) är en snäckart som beskrevs av Fleming 1928. Enligt Catalogue of Life ingår Marsksnäcka i släktet Assiminea och familjen Assimineidae, men enligt Dyntaxa är tillhörigheten istället släktet Assiminea och familjen Assiminidae. IUCN kategoriserar arten globalt som livskraftig. Arten har ej påträffats i Sverige. Inga underarter finns listade i Catalogue of Life.

## Bildgalleri

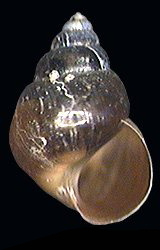
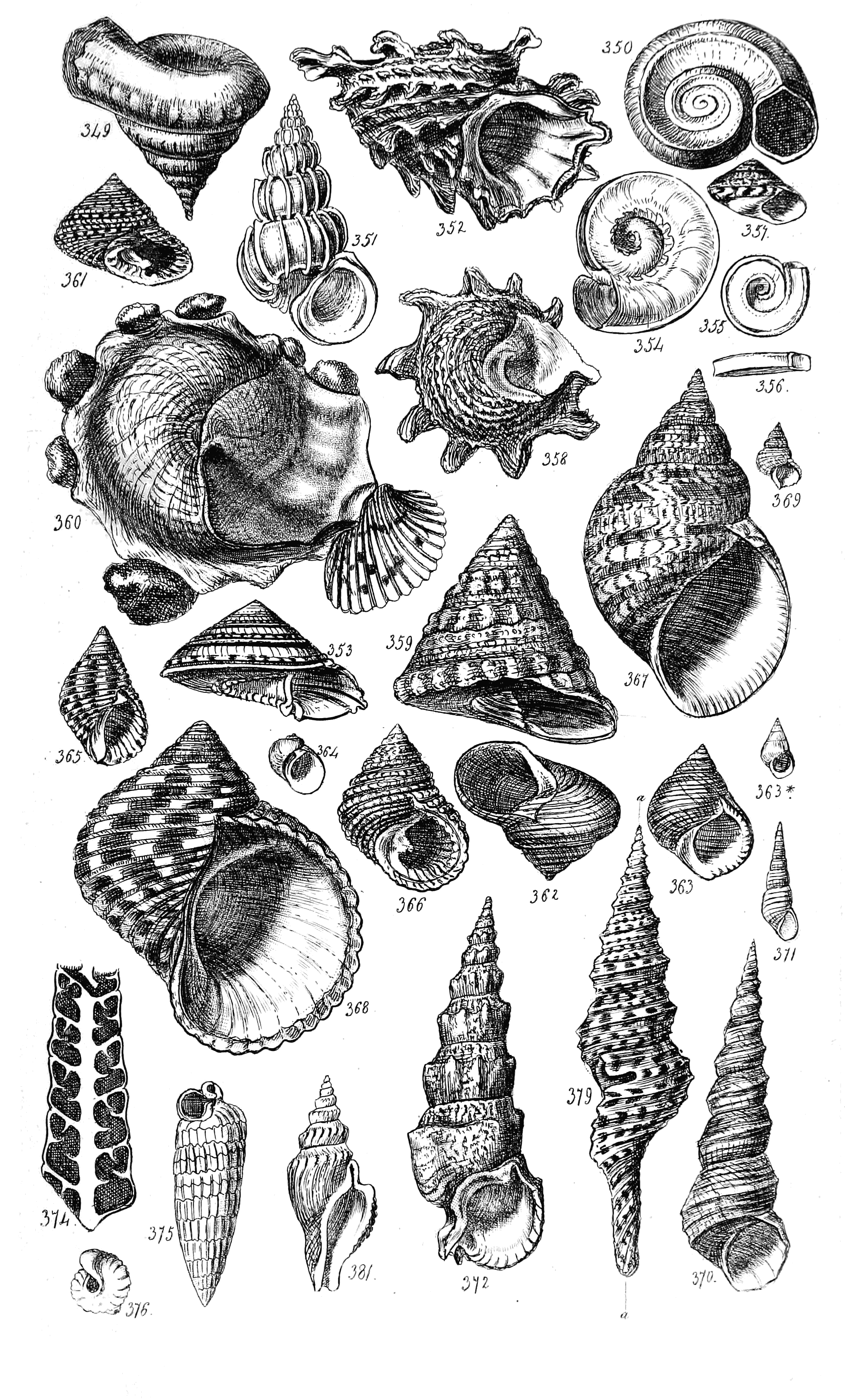
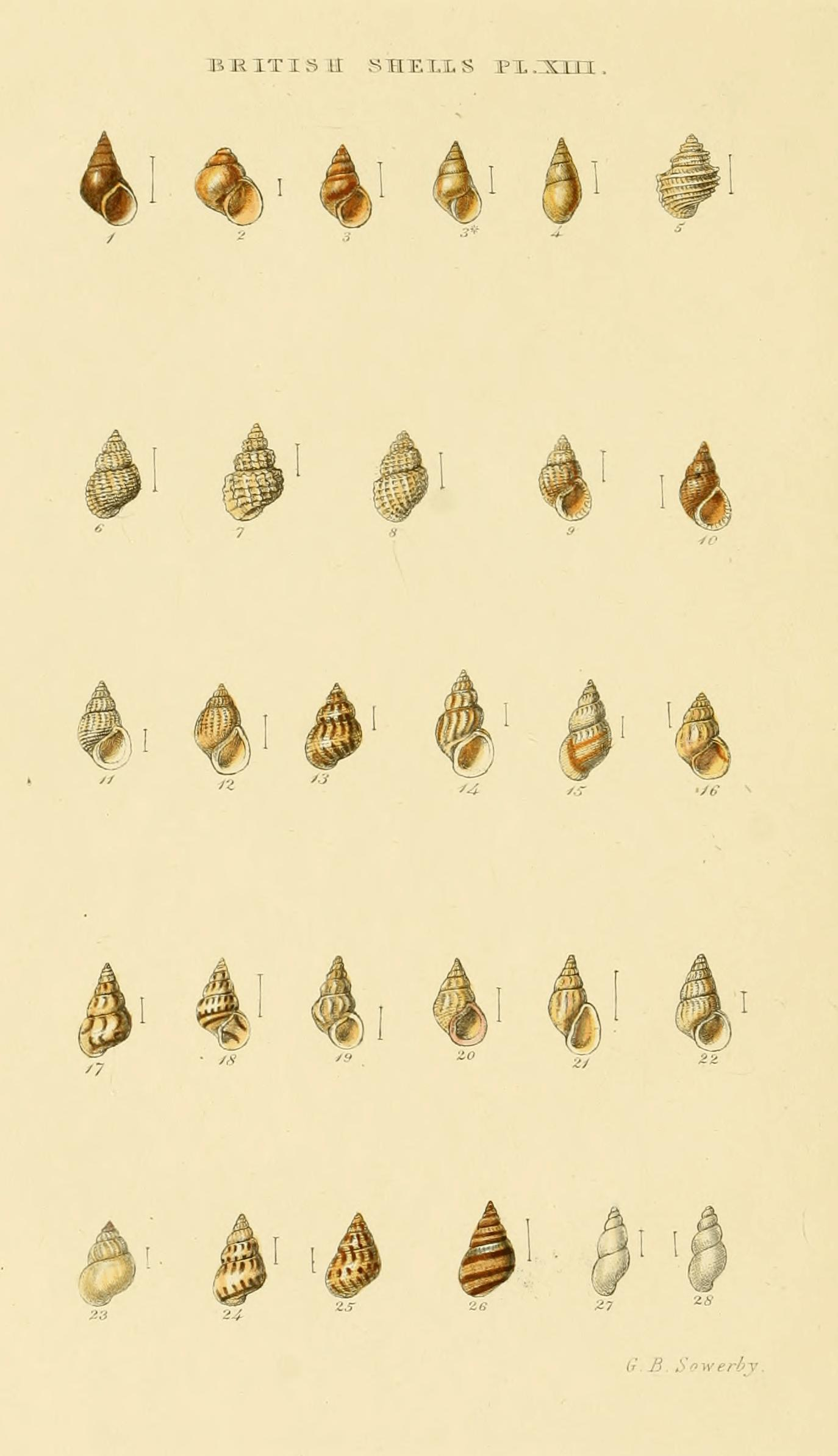
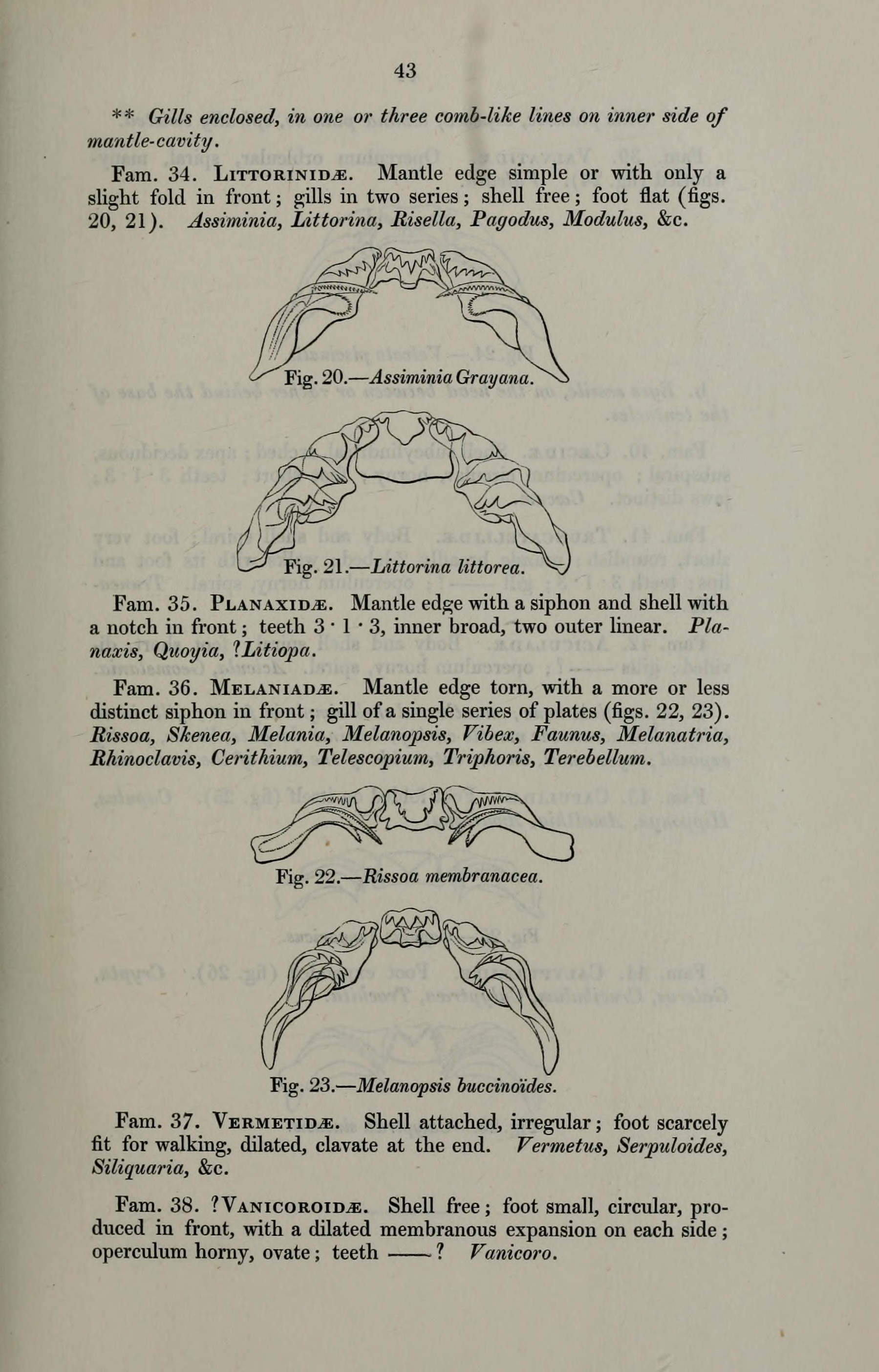